# Jonas Wind
Jonas Older Wind (Hvidovre, 7 febbraio 1999) è un calciatore danese, attaccante del Wolfsburg e della nazionale danese.

## Caratteristiche tecniche
È un centravanti.

## Carriera

### Club
Cresciuto nel settore giovanile di Copenaghen, ha esordito in prima squadra il 22 febbraio 2018 disputando l'incontro di UEFA Europa League perso 1-0 contro l'Atlético Madrid. Resta nella squadra danese per cinque stagione e mezzo totalizzando 113 presenze e 46 gol.
Il 31 gennaio 2022 viene acquistato dal Wolfsburg. Sigla il suo primo gol col club tedesco il 19 febbraio 2022 nella sconfitta interna per 2-1 contro l'Hoffenheim.

### Nazionale
Fa il suo esordio con la nazionale il 7 ottobre 2020 nell'amichevole vinta per 4-0 contro le Isole Fær Øer. L'11 novembre 2020 realizza il suo primo gol nel successo per 2-0 in amichevole contro la Svezia. Convocato per il Campionato Europeo 2020, scende in campo nella prima partita, da titolare, contro la Finlandia (0-1) e nella semifinale persa per 2-1 ai supplementari contro l'Inghilterra. Nel 2022 viene convocato per i Mondiali in Qatar senza mai, però, scendere in campo.

## Statistiche

### Presenze e reti nei club
Statistiche aggiornate al 17 maggio 2025.
| Stagione             | Squadra              | Campionato           | Campionato | Campionato | Coppe nazionali | Coppe nazionali | Coppe nazionali | Coppe continentali | Coppe continentali | Coppe continentali | Altre coppe | Altre coppe | Altre coppe | Totale | Totale |
| Stagione             | Squadra              | Comp                 | Pres       | Reti       | Comp            | Pres            | Reti            | Comp               | Pres               | Reti               | Comp        | Pres        | Reti        | Pres   | Reti   |
| -------------------- | -------------------- | -------------------- | ---------- | ---------- | --------------- | --------------- | --------------- | ------------------ | ------------------ | ------------------ | ----------- | ----------- | ----------- | ------ | ------ |
| 2017-2018            | Copenaghen           | SL                   | 10         | 2          | -               | -               | -               | UEL                | 1                  | 0                  | -           | -           | -           | 11     | 2      |
| 2018-2019            | Copenaghen           | SL                   | 21         | 6          | CD              | 1               | 0               | UEL                | 2                  | 0                  | -           | -           | -           | 24     | 6      |
| 2019-2020            | Copenaghen           | SL                   | 13         | 7          | -               | -               | -               | UCL+UEL            | 4+2                | 1+2                | -           | -           | -           | 19     | 10     |
| 2020-2021            | Copenaghen           | SL                   | 28         | 15         | CD              | 1               | 0               | UEL                | 3                  | 2                  | -           | -           | -           | 32     | 17     |
| 2021-gen. 2022       | Copenaghen           | SL                   | 16         | 6          | CD              | 1               | 0               | UECL               | 10                 | 5                  | -           | -           | -           | 27     | 11     |
| Totale FC Copenhagen | Totale FC Copenhagen | Totale FC Copenhagen | 88         | 36         |                 | 3               | 0               |                    | 22                 | 10                 |             | -           | -           | 113    | 46     |
| gen.-giu. 2022       | Wolfsburg            | BL                   | 14         | 5          | CG              | 0               | 0               | -                  | -                  | -                  | -           | -           | -           | 14     | 5      |
| 2022-2023            | Wolfsburg            | BL                   | 24         | 6          | CG              | 2               | 0               | -                  | -                  | -                  | -           | -           | -           | 26     | 6      |
| 2023-2024            | Wolfsburg            | BL                   | 34         | 11         | CG              | 3               | 1               | -                  | -                  | -                  | -           | -           | -           | 37     | 12     |
| 2024-2025            | Wolfsburg            | BL                   | 31         | 9          | CG              | 4               | 2               | -                  | -                  | -                  | -           | -           | -           | 35     | 11     |
| Totale Wolfsburg     | Totale Wolfsburg     | Totale Wolfsburg     | 103        | 31         |                 | 9               | 3               |                    | -                  | -                  |             | -           | -           | 112    | 34     |
| Totale carriera      | Totale carriera      | Totale carriera      | 191        | 67         |                 | 12              | 3               |                    | 22                 | 10                 |             |             |             | 225    | 80     |

### Cronologia presenze e reti in nazionale
| Cronologia completa delle presenze e delle reti in nazionale ― Danimarca | Cronologia completa delle presenze e delle reti in nazionale ― Danimarca | Cronologia completa delle presenze e delle reti in nazionale ― Danimarca | Cronologia completa delle presenze e delle reti in nazionale ― Danimarca | Cronologia completa delle presenze e delle reti in nazionale ― Danimarca | Cronologia completa delle presenze e delle reti in nazionale ― Danimarca | Cronologia completa delle presenze e delle reti in nazionale ― Danimarca | Cronologia completa delle presenze e delle reti in nazionale ― Danimarca |
| Data                                                                     | Città                                                                    | In casa                                                                  | Risultato                                                                | Ospiti                                                                   | Competizione                                                             | Reti                                                                     | Note                                                                     |
| ------------------------------------------------------------------------ | ------------------------------------------------------------------------ | ------------------------------------------------------------------------ | ------------------------------------------------------------------------ | ------------------------------------------------------------------------ | ------------------------------------------------------------------------ | ------------------------------------------------------------------------ | ------------------------------------------------------------------------ |
| 7-10-2020                                                                | Herning                                                                  | Danimarca                                                                | 4 – 0                                                                    | Fær Øer                                                                  | Amichevole                                                               | -                                                                        | 72’                                                                      |
| 11-11-2020                                                               | Brøndby                                                                  | Danimarca                                                                | 2 – 0                                                                    | Svezia                                                                   | Amichevole                                                               | 1                                                                        | 46’                                                                      |
| 15-11-2020                                                               | Copenaghen                                                               | Danimarca                                                                | 2 – 1                                                                    | Islanda                                                                  | UEFA Nations League 2020-2021 - 1º turno                                 | -                                                                        | 90’                                                                      |
| 18-11-2020                                                               | Lovanio                                                                  | Belgio                                                                   | 4 – 2                                                                    | Danimarca                                                                | UEFA Nations League 2020-2021 - 1º turno                                 | 1                                                                        | 88’                                                                      |
| 25-3-2021                                                                | Tel Aviv                                                                 | Israele                                                                  | 0 – 2                                                                    | Danimarca                                                                | Qual. Mondiali 2022                                                      | 1                                                                        | 77’                                                                      |
| 31-3-2021                                                                | Vienna                                                                   | Austria                                                                  | 0 – 4                                                                    | Danimarca                                                                | Qual. Mondiali 2022                                                      | -                                                                        | 65’                                                                      |
| 6-6-2021                                                                 | Brøndbyvester                                                            | Danimarca                                                                | 2 – 0                                                                    | Bosnia ed Erzegovina                                                     | Amichevole                                                               | -                                                                        | 46’                                                                      |
| 12-6-2021                                                                | Copenaghen                                                               | Danimarca                                                                | 0 – 1                                                                    | Finlandia                                                                | Euro 2020 - 1º turno                                                     | -                                                                        | 63’                                                                      |
| 7-7-2021                                                                 | Londra                                                                   | Inghilterra                                                              | 2 – 1 dts                                                                | Danimarca                                                                | Euro 2020 - Semifinale                                                   | -                                                                        | 105’                                                                     |
| 1-9-2021                                                                 | Copenaghen                                                               | Danimarca                                                                | 2 – 0                                                                    | Scozia                                                                   | Qual. Mondiali 2022                                                      | -                                                                        | 68’                                                                      |
| 4-9-2021                                                                 | Tórshavn                                                                 | Fær Øer                                                                  | 0 – 1                                                                    | Danimarca                                                                | Qual. Mondiali 2022                                                      | 1                                                                        |                                                                          |
| 7-9-2021                                                                 | Copenaghen                                                               | Danimarca                                                                | 5 – 0                                                                    | Israele                                                                  | Qual. Mondiali 2022                                                      | -                                                                        | 83’                                                                      |
| 26-3-2022                                                                | Amsterdam                                                                | Paesi Bassi                                                              | 4 – 2                                                                    | Danimarca                                                                | Amichevole                                                               | -                                                                        | 58’                                                                      |
| 10-6-2022                                                                | Copenaghen                                                               | Danimarca                                                                | 0 – 1                                                                    | Croazia                                                                  | UEFA Nations League 2022-2023 - 1º turno                                 | -                                                                        | 61’                                                                      |
| 13-6-2022                                                                | Copenaghen                                                               | Danimarca                                                                | 2 – 0                                                                    | Austria                                                                  | UEFA Nations League 2022-2023 - 1º turno                                 | 1                                                                        | 26’                                                                      |
| 23-3-2023                                                                | Copenaghen                                                               | Danimarca                                                                | 3 – 1                                                                    | Finlandia                                                                | Qual. Euro 2024                                                          | -                                                                        | 77’                                                                      |
| 26-3-2023                                                                | Astana                                                                   | Kazakistan                                                               | 3 – 2                                                                    | Danimarca                                                                | Qual. Euro 2024                                                          | -                                                                        | 88’                                                                      |
| 16-6-2023                                                                | Copenaghen                                                               | Danimarca                                                                | 1 – 0                                                                    | Irlanda del Nord                                                         | Qual. Euro 2024                                                          | 1                                                                        | 80’                                                                      |
| 19-6-2023                                                                | Lubiana                                                                  | Slovenia                                                                 | 1 – 1                                                                    | Danimarca                                                                | Qual. Euro 2024                                                          | -                                                                        | 59’                                                                      |
| 7-9-2023                                                                 | Copenaghen                                                               | Danimarca                                                                | 4 – 0                                                                    | San Marino                                                               | Qual. Euro 2024                                                          | 1                                                                        | 82’                                                                      |
| 10-9-2023                                                                | Helsinki                                                                 | Finlandia                                                                | 0 – 1                                                                    | Danimarca                                                                | Qual. Euro 2024                                                          | -                                                                        | 67’                                                                      |
| 14-10-2023                                                               | Copenaghen                                                               | Danimarca                                                                | 3 – 1                                                                    | Kazakistan                                                               | Qual. Euro 2024                                                          | 1                                                                        | 83’                                                                      |
| 17-10-2023                                                               | Serravalle                                                               | San Marino                                                               | 1 – 2                                                                    | Danimarca                                                                | Qual. Euro 2024                                                          | -                                                                        | 62’                                                                      |
| 17-11-2023                                                               | Copenaghen                                                               | Danimarca                                                                | 2 – 1                                                                    | Slovenia                                                                 | Qual. Euro 2024                                                          | -                                                                        | 86’                                                                      |
| 20-11-2023                                                               | Belfast                                                                  | Irlanda del Nord                                                         | 2 – 0                                                                    | Danimarca                                                                | Qual. Euro 2024                                                          | -                                                                        | 73’                                                                      |
| 23-3-2024                                                                | Copenaghen                                                               | Danimarca                                                                | 0 – 0                                                                    | Svizzera                                                                 | Amichevole                                                               | -                                                                        | 59’                                                                      |
| 5-6-2024                                                                 | Copenaghen                                                               | Danimarca                                                                | 2 – 1                                                                    | Svezia                                                                   | Amichevole                                                               | -                                                                        | 86’                                                                      |
| 16-6-2024                                                                | Stoccarda                                                                | Slovenia                                                                 | 1 – 1                                                                    | Danimarca                                                                | Euro 2024 - 1º turno                                                     | -                                                                        | 83’                                                                      |
| 20-6-2024                                                                | Francoforte sul Meno                                                     | Danimarca                                                                | 1 – 1                                                                    | Inghilterra                                                              | Euro 2024 - 1º turno                                                     | -                                                                        | 57’                                                                      |
| 25-6-2024                                                                | Monaco di Baviera                                                        | Danimarca                                                                | 0 – 0                                                                    | Serbia                                                                   | Euro 2024 - 1º turno                                                     | -                                                                        | 27’ 46’                                                                  |
| 29-6-2024                                                                | Dortmund                                                                 | Germania                                                                 | 2 – 0                                                                    | Danimarca                                                                | Euro 2024 - Ottavi di finale                                             | -                                                                        | 81’                                                                      |
| 5-9-2024                                                                 | Copenaghen                                                               | Danimarca                                                                | 2 – 0                                                                    | Svizzera                                                                 | UEFA Nations League 2024-2025 - 1º turno                                 | -                                                                        | 62’                                                                      |
| 8-9-2024                                                                 | Copenaghen                                                               | Danimarca                                                                | 2 – 0                                                                    | Serbia                                                                   | UEFA Nations League 2024-2025 - 1º turno                                 | -                                                                        | 69’                                                                      |
| 15-10-2024                                                               | San Gallo                                                                | Svizzera                                                                 | 2 – 2                                                                    | Danimarca                                                                | UEFA Nations League 2024-2025 - 1º turno                                 | -                                                                        | 57’                                                                      |
| 20-3-2025                                                                | Copenaghen                                                               | Danimarca                                                                | 1 – 0                                                                    | Portogallo                                                               | UEFA Nations League 2024-2025 - Quarti di finale                         | -                                                                        | 86’                                                                      |
| Totale                                                                   |                                                                          | Presenze                                                                 | 35                                                                       |                                                                          | Reti                                                                     | 8                                                                        |                                                                          |

## Palmarès

### Club

#### Competizioni nazionali
- Campionato danese: 1

Copenhagen: 2018-2019